# Taankoptangare
De taankoptangare (Thlypopsis fulviceps) is een zangvogel uit de familie Thraupidae (tangaren).

## Verspreiding en leefgebied
Deze soort telt 4 ondersoorten:
- T. f. fulviceps: noordelijk Venezuela.
- T. f. obscuriceps: noordelijk Colombia en noordwestelijk Venezuela.
- T. f. meridensis: westelijk Venezuela.
- T. f. intensa: het noordelijke deel van Centraal-Colombia.